# Bürgerhaus, Altes Rathaus in Hilden

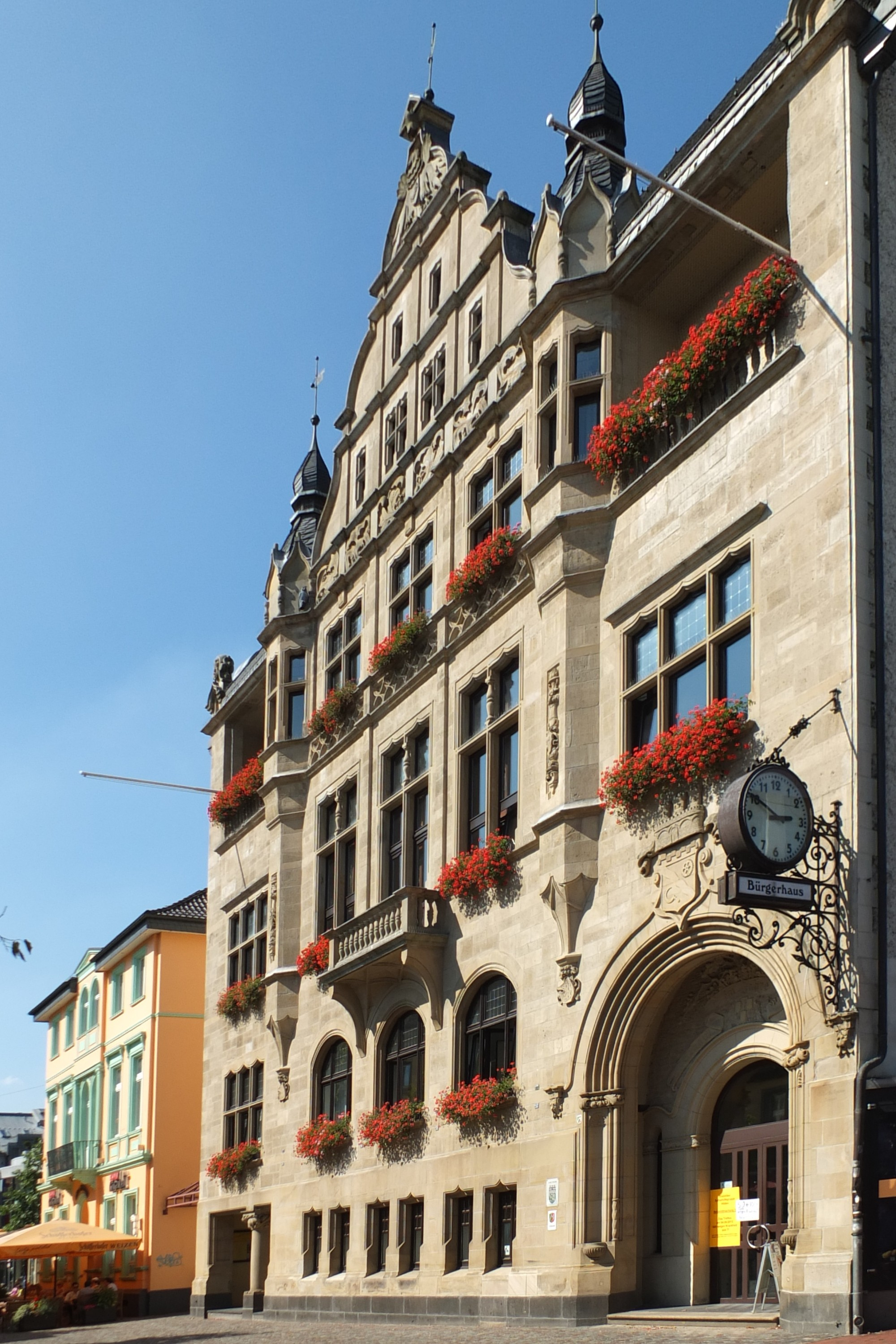
Bürgerhaus Hilden

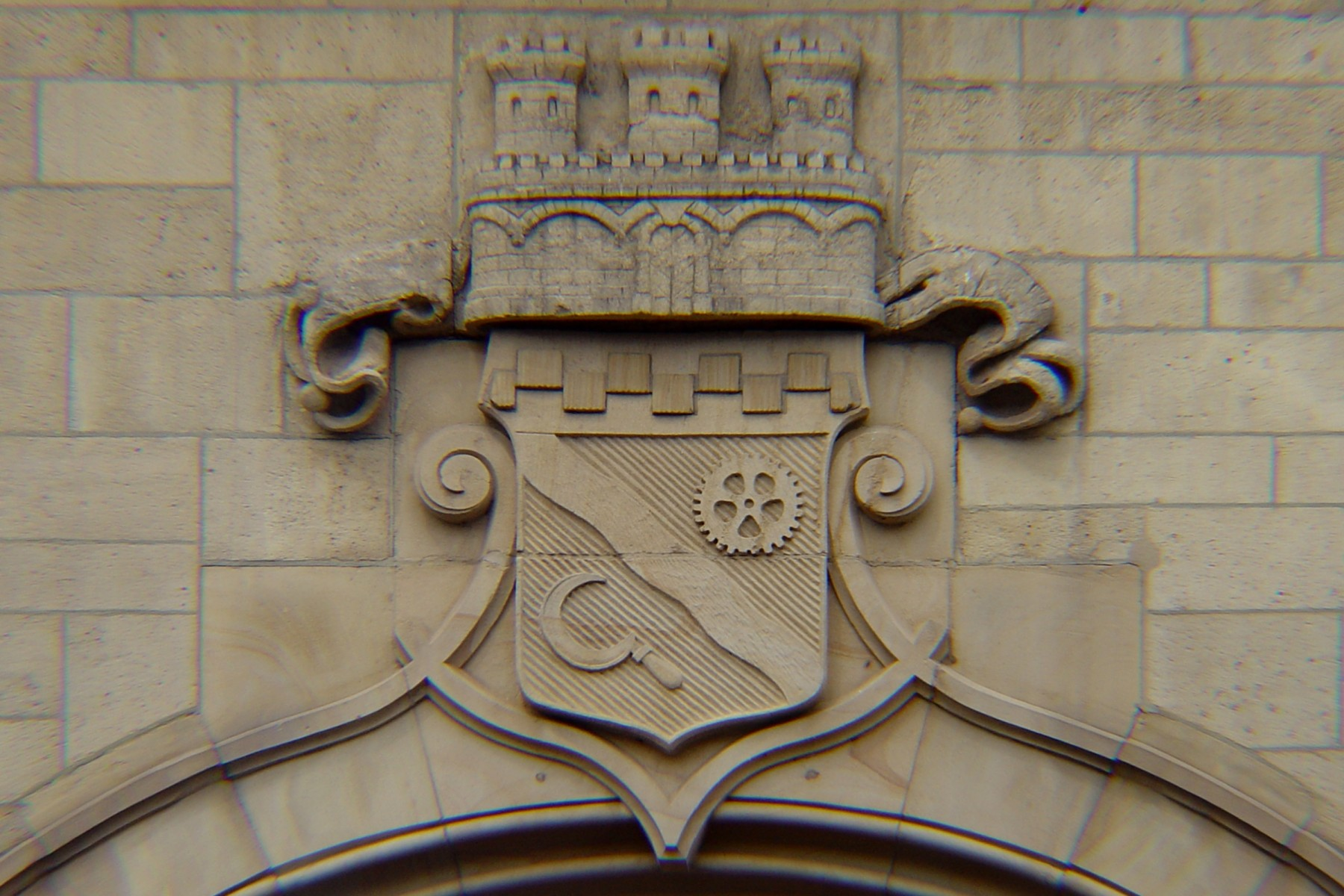
Hildener Wappen

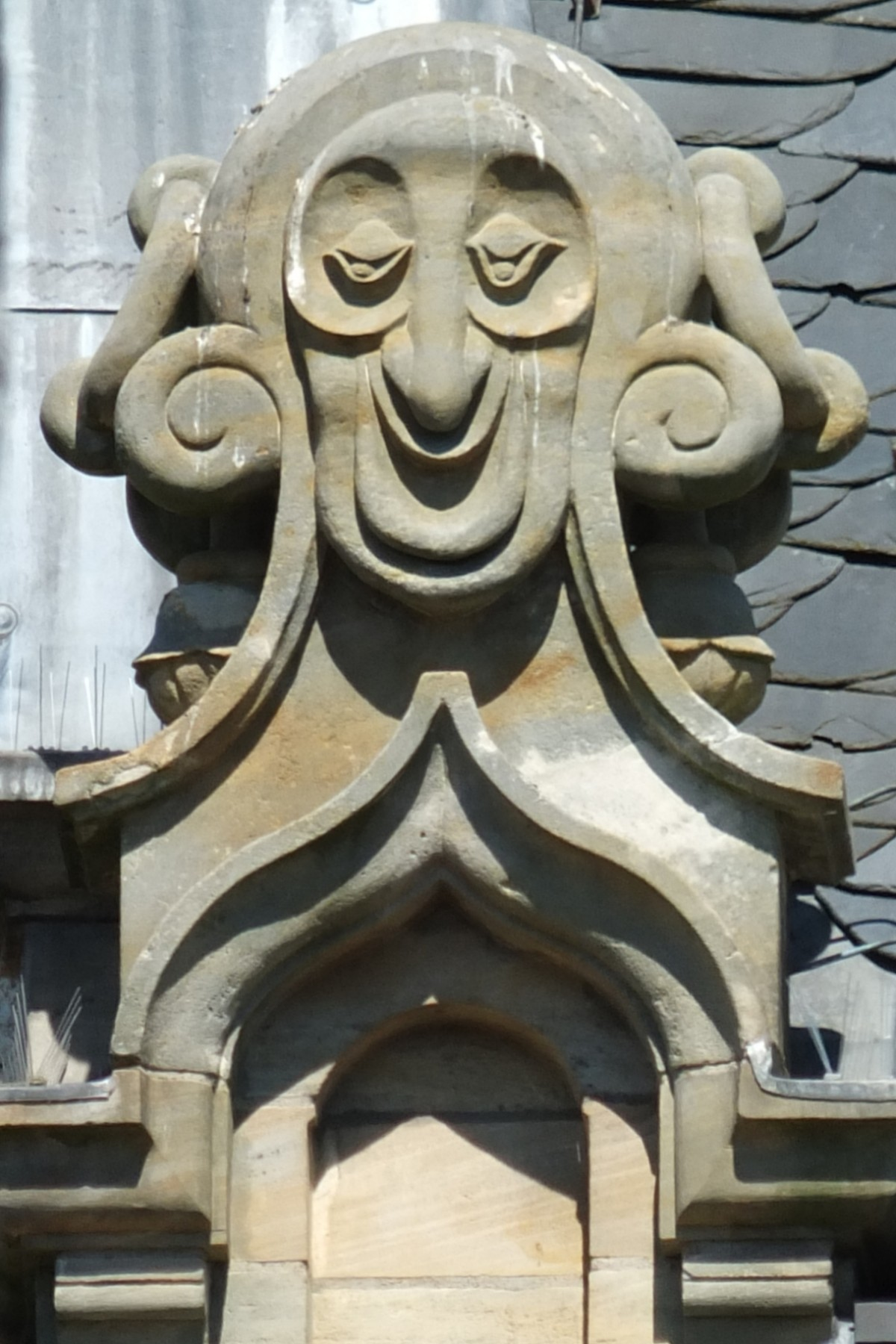
Maske mit dem zwinkernden Auge

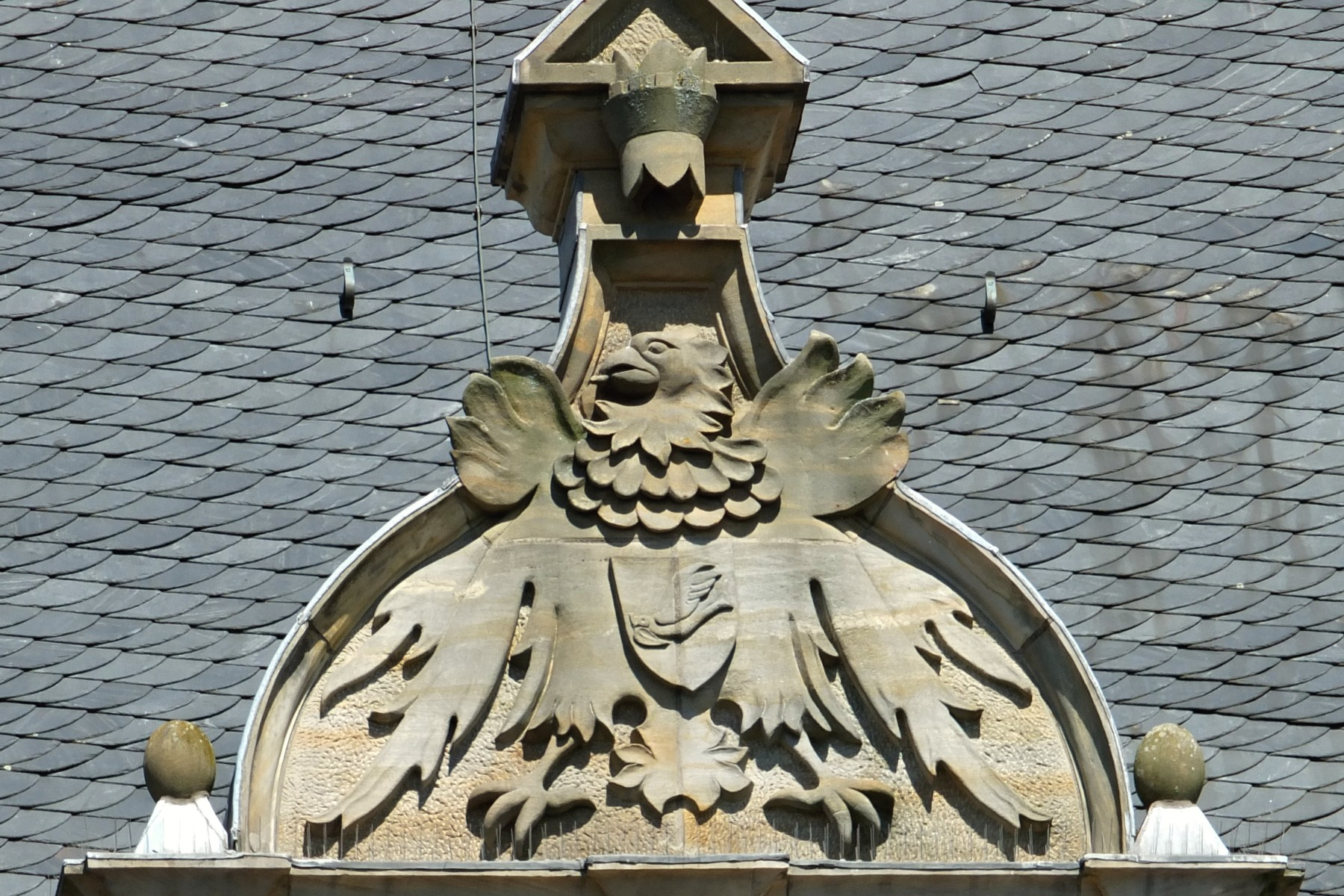
Adler mit Krone

Das Bürgerhaus in der Mittelstraße 40 in Hilden im Kreis Mettmann (Nordrhein-Westfalen) ist ein denkmalgeschütztes Profangebäude. In ihm war von 1900 bis 1990 das Rathaus von Hilden untergebracht.
1899 wurde der Grundstein zum Bau des Alten Rathauses gelegt. Architekt war der damals in Berlin ansässige Hildener Walter Furthmann (1873–1945). Das Gebäude wurde im Stil der Spätrenaissance aus Weiberner Tuff und Lautertaler Sandstein errichtet. Heute dient es als Bürgerhaus und wird unter anderem für kulturelle Veranstaltungen genutzt.

## Geschichte
Am 18. November 1861 erhob König Wilhelm von Preußen die Gemeinde Hilden zur Stadt. Hilden schied dadurch gleichzeitig aus der Landbürgermeisterei Hilden aus, die nunmehr nur noch aus der Gemeinde Eller bestand und dort auch ihren Verwaltungssitz hatte. Nachdem Hilden die Stadtrechte erhalten hatte, waren sich die politischen Vertreter der 5000 Einwohner einig, dass Hilden ein eigenes Rathaus benötigt. Sowohl Bürger der Ober- als auch der Unterstadt boten Grundstücke für ein Rathaus an. Zwei feindliche Lager bildeten sich. Friedrich August Reyscher beantragte 1862 bei Bürgermeister Albert Koennecke den Bau eines Rathauses in der Oberstadt an der Kuhle (heute Ecke Hochdahler Straße–Mittelstraße). Doch das erzürnte die Unterstädter rund um die Evangelische Kirche. Sie boten ein Grundstück Ecke Mittelstraße–Marktstraße an. Die Diskussion um den wahrhaft richtigen Platz erhitzte die Gemüter und eine Lösung des Problems schien lange nicht in Sicht. Nach heftigen Diskussionen wurden Ratssitzungen weiter im Gasthaus Zur Krone, Mittelstraße 17, abgehalten und der Bürgermeister wohnte in der Mittelstraße 20/22. Dann starb 1873 der Kaufmann Jonathan Schimmelbusch. Sein Haus stand günstig genau auf der Grenze zwischen Ober- und Unterstadt auf der heutigen Mittelstraße 40. Die Stadt kaufte 1874 Grundstück und Haus. Doch inzwischen wohnte der Textilfabrikant Adolf Spindler (1865–1956) dort und wollte nicht ausziehen, denn er besaß einen Mietvertrag über fünf Jahre. Die Stadtverordnetenversammlungen fanden daher ab 1875 in der neu errichteten Rektoratsschule an der Heiligenstraße 13 statt. Ab Dezember 1877 wurden sie in das an der Benrather Straße 50–52 gelegene Haus des Ziegeleibesitzers Fritz Felder verlegt. Danach nutzte die Stadt das Fachwerkhaus von 1878 bis 1899 als Rathaus und Gemeindehaus.
Nachdem 1888 die Mittelstraße gepflastert worden war, störte der Lärm des zunehmenden Straßenverkehrs der eisenbeschlagenen Räder der Fuhrwerke sehr. Die Stadtverordneten und Bürgermeister Karl Wilhelm Heitland waren es 1898 so leid, dass sie den Abriss des Verwaltungsgebäudes und den Neubau eines richtigen großen Rathauses an gleicher Stelle ausschrieben. Der alte Fachwerkbau wurde 1899 für siebenhundert Mark an den Gastwirt Theodor Holterbusch verkauft, vom Käufer zerlegt und an der Hochdahler Straße 51/53 wieder aufgebaut.
Nach mehreren Entwürfen von Kreisbaumeister Robert Kohlhagen und Stadttechniker Arthur Koppenburg entschied sich die Jury für den Gesamtentwurf und besonders den Fassadenentwurf des Architekten Walter Furthmann (1873–1945). Walter Furthmann war in Hilden geboren und lebte damals in Berlin. Von Walter Furthmann stammen noch zahlreiche andere Bauwerke im In- und Ausland, so unter anderem auch das Rathaus der damals noch selbstständigen Nachbarstadt Benrath und das Verwaltungsgebäude von Henkel in Düsseldorf-Holthausen. In Hilden baute Furthmann später noch das Verwaltungsgebäude von Kampf & Spindler an der Klotzstraße, heute Hotel am Stadtpark, das Gebäude an der Kirchhofstraße 73, von 1977 bis 2018 Turmapotheke, sowie das Wilhelm-Ferdinand-Lieven-Grabmal auf dem Hauptfriedhof.
Im Juli 1899 wurde der Grundstein zum Bau des „Alten Rathauses“ gelegt. Als Bauunternehmen des „Alten Rathauses“ wurde die Firma C. Nebel (ehemals Hackenhof, Mittelstraße 70) verpflichtet. Die Fassade des Gebäudes wurde im Stil der Spätrenaissance aus Weiberner Tuff und Lautertaler Sandstein errichtet. Die Bildhauerarbeiten und Bildschnitzereien an den Türen des Sitzungssaales stammen von dem Hildener Bildhauer Ernst Paul Nebel (* 1874), einem Sohn des Bauunternehmers Carl Jakob Nebel (1831–1893). Die Hildener Fabrikanten Richard Heimendahl, Emil Keller, Albrecht Gottschalk und Julius Gottschalk stifteten die drei farbigen Fenster des Sitzungssaals im zweiten Obergeschoss. Die Zentralfensterflügel zeigen das Leben in der Landwirtschaft und im Industriebetrieb. Auf die seitlichen Fensterflügel sind verschiedene Wappen gemalt. Ein heute nicht mehr vorhandenes Fenster im Treppenhaus mit dem Bildnis Wilhelm Fabrys wurde von den Fabrikanten Paul und Adolf Spindler gestiftet.

Fenster im alten Ratssaal
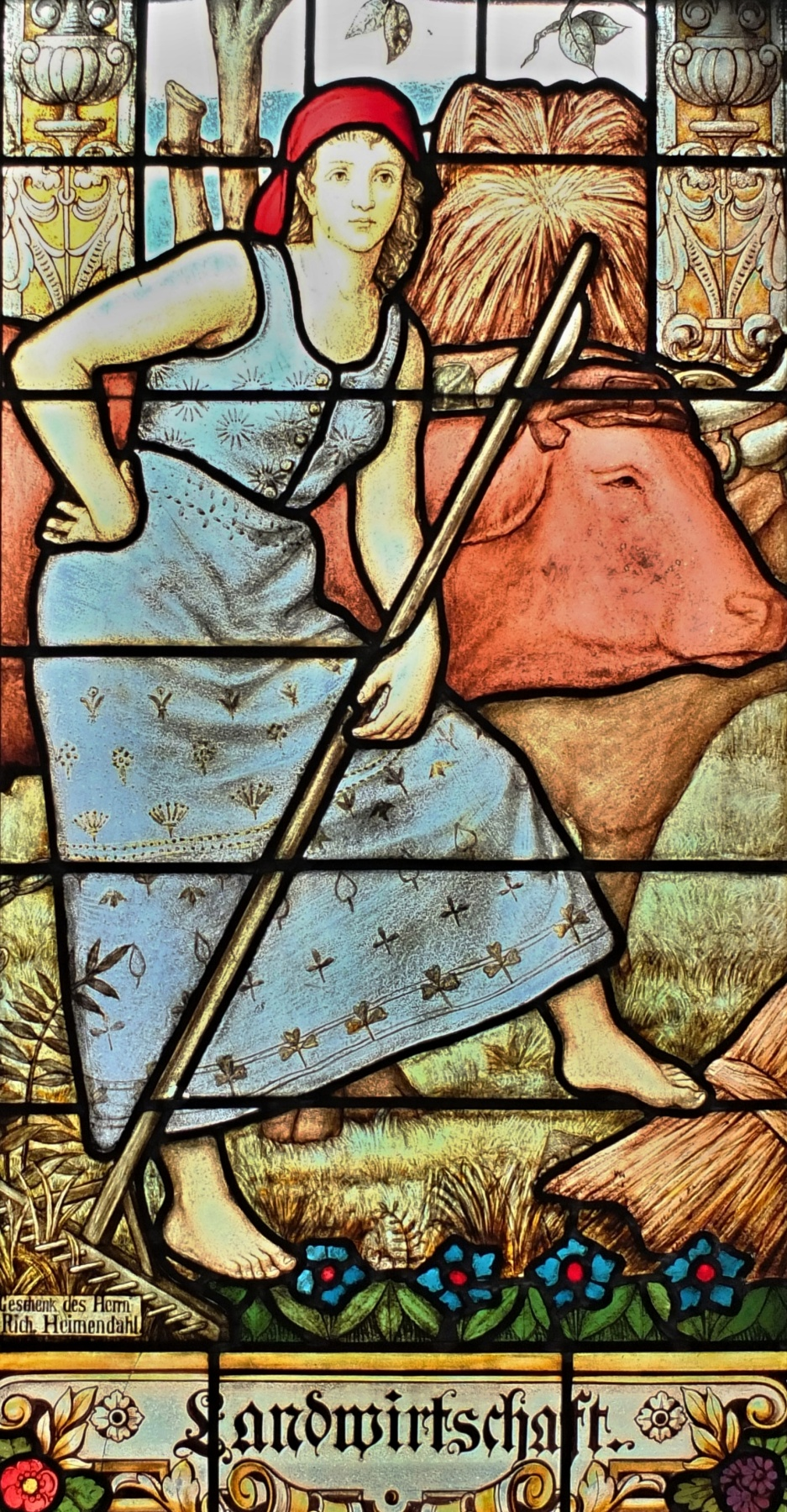
Landwirtschaft
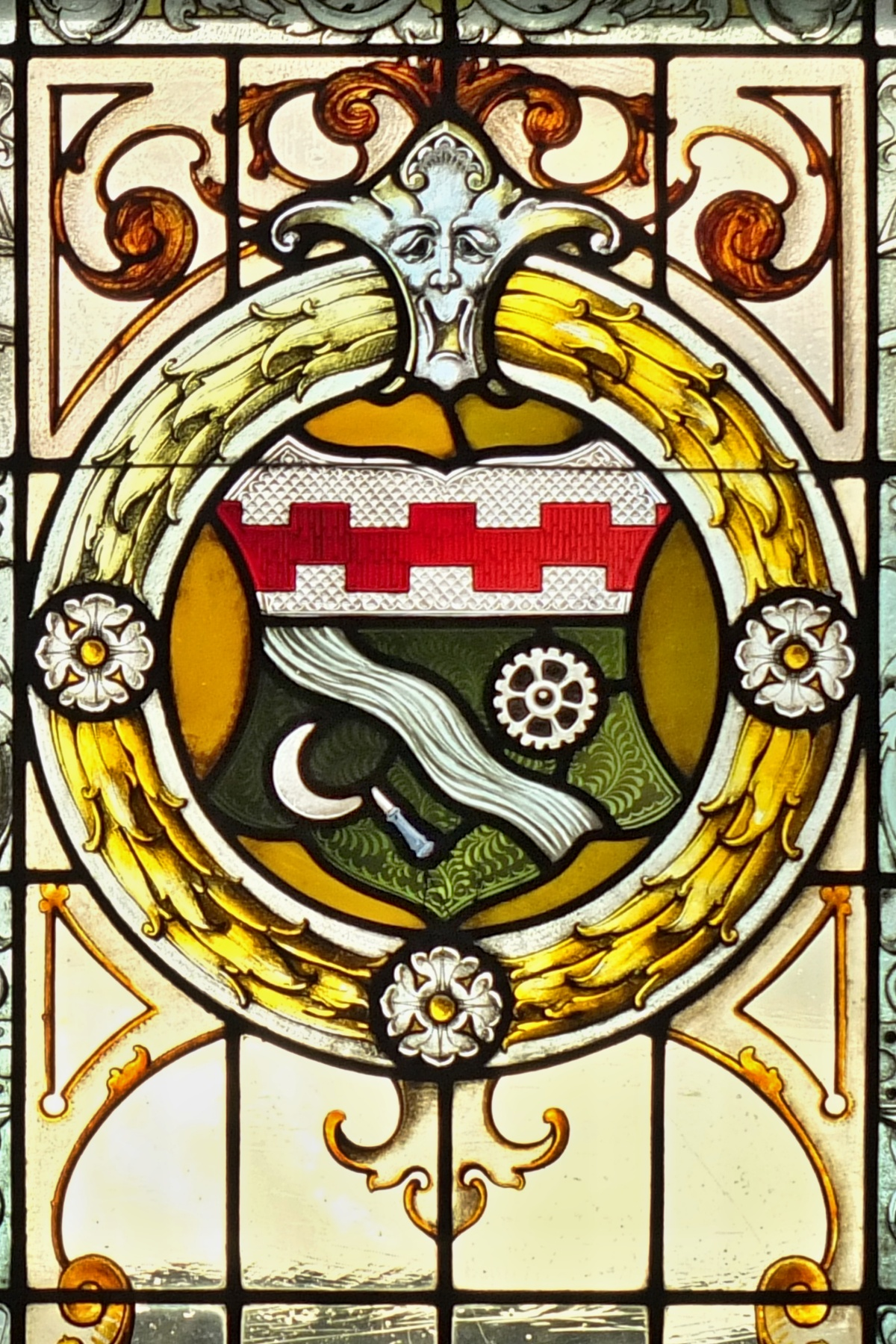
Stadtwappen
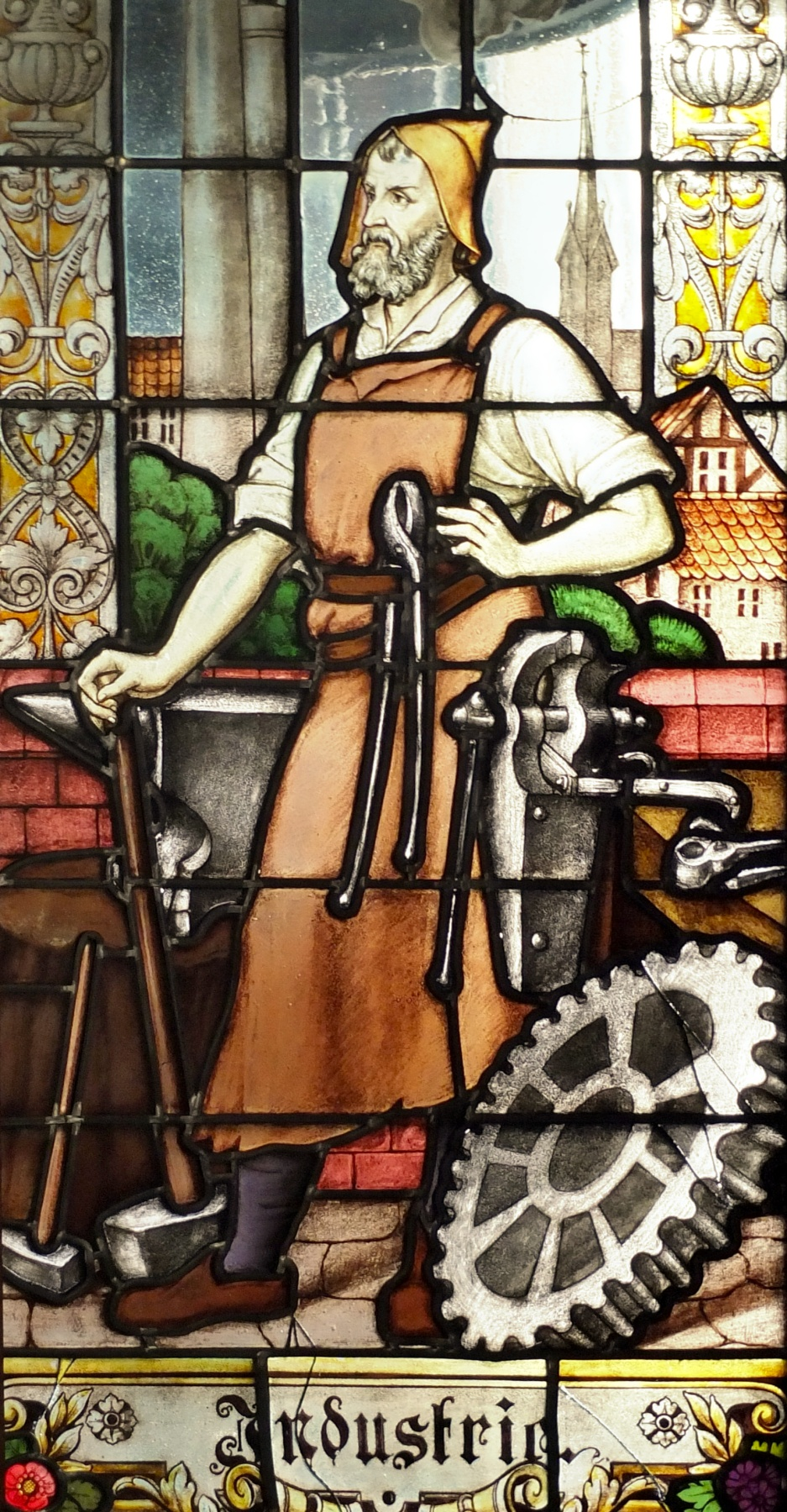
Industrie

Das „Alte Rathaus“ war ein Schwarzbau. Zwei Wochen vor der offiziellen Einweihung am 18. Dezember 1900 (Hilden zählte jetzt 11.000 Einwohner) entdeckte der eingeladene Landrat Friedrich von Kühlwetter am 30. November 1900, dass im Eifer noch kein Bauantrag und keine Baugenehmigung vorlag. Die Unterlagen lieferte Bürgermeister Heitland bis zur Einweihung diskret nach. Die vorher genehmigten Baukosten für das prächtige Rathaus wurden um 20 Prozent (von 130.000 Mark auf 163.633 Mark) überschritten.
Die Genehmigung des Stadtwappens durch das Königliche Heroldsamt Berlin am 2. April 1900 kam gerade noch rechtzeitig, um es beim Bau des Rathauses berücksichtigen zu können. Der Entwurf stammte vom Zeichner Peter Wymar. In den Steinmetzarbeiten über dem Haupteingang, im Zierrat der Holzbildhauer und in den Glasmalereien der Fenster des „Alten Sitzungssaals“ im zweiten Obergeschoss konnte das Wappen erscheinen. Das Stadtwappen des Heraldikers Peter Wymer wurde als Allegorie auf die Hildener Geschichte entworfen. Der rote Zinnenbalken erinnert an das Herzogtum Berg, dem Hilden aber nur von 1803 bis 1813 angehörte, während im unteren grünen Segment ein silbernes Band die Itter darstellt. Um 1900 war Hilden zu etwa gleichen Teilen von Landwirtschaft und Industrie geprägt, was durch eine Sichel und ein Kammrad-Zahnrad zu beiden Seiten des Flusses verdeutlicht werden sollte. Die befestigten Türme auf der Wappenkrone symbolisieren die bis 1803 bestehende Grundherrschaft der Kölner Erzbischöfe (anderen Quellen zufolge versinnbildlichten sie die Stadtrechte Hildens),
Das „Alte Rathaus“, bei vielen besser als „Bürgerhaus“ bekannt, wurde nach nur siebzehnmonatiger Bauzeit am 18. Dezember 1900 eingeweiht.

### Das Lied auf Hildens Industrie um 1900
Anlässlich des Festessens zur Rathauseinweihung sang man im Gasthaus "Zur Krone" das Lied auf Hildens Industrie. Alles was man nötig hat, fabriziert man in der Stadt. Seidne Stoffe, bunt und chic, webt man viele tausend Stück (1). Und für die, die’s bill’ger tun, färbt und druckt man auch Kattun (2). Saure Kappes, zart und fein, macht man tonnenweise ein (3). Eimer, draus die Pferde trinken kann man blenden hier verzinken (4). In der Mühl gibt’s Weizenmehl (5), Auf der Bech da macht man Öl (6). Löffel, Gabel und auch Messer kriegt man nirgends anders besser (7). Wunderschöne Buchbeschläg macht man an der Walderwege (8). Auch wird Doppelkorn gebrannt (9), und viel Bernsteinlack versandt (10). Übereinander schweißt man Röhren, stark für tausend Atmosphären (11). Und auch Röhren ohne Nähte macht man für Velocipede (12). Wer nen Teppich sich will kaufen, braucht nicht allzuweit zu laufen (13). Auch macht man fleißiger Hand, Ziegelsteine, hart gebrannt (14). Eimer Karren Kabelwinden kann man massenhaft hier finden (15). Dampfmaschinen und auch Guß liefert uns das Klinkenhus (16). Leder gerbt man mit Coxin (17), einer fabriziert Dextrin (18). Auch betreibt mit großem Glück einer eine Huhnfabrik (19). Einer macht in Stiefelschäften (20), einer Kraut von Apfelsäften (21). Und der Metzger Oberholz ist auf seine Würste stolz (22). ’s gibt noch manch andere Sachen, die die ein‘ und andern machen; Auch die Stadt sie macht am End noch ein Gas das bläulich brennt (23).
(Hinweis in Klammern beziehen sich auf die angesprochenen Fabriken der damaligen Zeit verbunden mit den heutigen Ortsbezeichnungen)
(1) Seidenweberei: Gressard & Co., Fritz-Gressard-Platz; geschlossen 1956;
(2) Kattundruckerei Gesellschaft für Baumwoll-Industrie Hummelsterstraße bis 1931, Übergang zu Kampf & Spindler und Färberei: Schlieper & Laag, Hofstraße, geschlossen 1984;
(3) Sauerkrautfabrik: Büren, Hofstraße-Stadtpark, geschlossen 1966;
(4) Verzinkerei: Krieger, Düsseldorfer Straße 49, bis heute;
(5) Mühle: Gottschalks Mühle, Mühle 64, geschlossen 1980;
(6) Öl- und Gerstenschäl-Mühle: Kirberg später Frauenhof, Schwanenstraße 17; geschlossen 1917;
(7) Besteckfabrik: Heimendahl & Keller, Eichenstraße (heutige Otto-Hahn-Straße); geschlossen 1939;
(8) Walzengravuranstalt: Waldeck & Nacke, Walder Straße 9; geschlossen 1965;
(9) unter anderem Peter Vogelsang, Benrather Straße 32, geschlossen 1979, und Walter Hoppe, Gerresheimer Straße 9; geschlossen 1965;
(10) Farbenfabrik: Hermann Wiederhold Lackfabriken, später ICI, heute AkzoNobel, Düsseldorfer Straße 96–100; bis heute;
(11) Röhrenwerke: Hildener-Gewerkschaft, später Rheinstahl, Otto-Hahn-Straße-Telleringstraße; geschlossen 1966;
(12) Stahlwaren: Coppelsche Fabrik, später Kronprinz, dann Mannesmann, Terrania-Industriepark Ellerstraße 101, geschlossen 1972;
(13) Plüschweberei: Rheinische Teppichfabrik, Neustraße 82, geschlossen 1902;
(14) Ringziegelei: Büren, Eichenstraße 115 und Felder, Dieselstraße 6, geschlossen 1921 bzw. 1935;
(15) Schwarzblech- & Baugerätefabrik: Gustav Gerwien, An der Gabelung-Walder Straße 19, geschlossen 1907;
(16) Maschinenfabrik: Kirberg & Hüls, Schwanenstraße 18, geschlossen 1971;
(17) Ledergerberei: J. H. Stürmer, später Max Jüntgen, Mühlenstraße; geschlossen 1961;
(18) Chemie, Stärke und Dextrin: Von der Heiden, Am Rathaus-Mittelstraße 34; geschlossen 1937; Nachfolger heute ASK Chemicals GmbH in der Reisholzstraße 16.
(19) Bauer: Hanten, Beckersheide 16a, bis heute;
(20) Schäftefabrik: Frauenhof, Schwanenstraße 17, Haus auf der Bech; geschlossen 1935;
(21) Saft & Essenzenfabrik: Johann Nikolaus Reinartz, Lindenstraße 20, bis heute;
(22) Pferdemetzger: Marktstraße 12, geschlossen;
(23) Gasanstalt: Stadt Hilden, Kolpingstraße (bis 1949 Gasstraße); geschlossen 1926.

Der Brand vom 6. September 1972 zerstörte das Dachgeschoss. Das Feuer entstand durch fliegende Funken bei Schweißarbeiten. Dank der entschlossenen Mithilfe zahlreicher Stadtverwaltungsangehöriger konnten alle Akten in den Diensträumen gerettet werden.

## Neues Rathaus
Das heutige Hildener Rathaus findet man hinter dem Bürgerhaus. Der Neubau ersetzte den zu klein gewordenen Altbau. 1988 fand der 1. Spatenstich für den Verwaltungsneubau des „Neuen Rathauses“ statt. Der Grundstein zum „Neuen Rathaus“ wurde im September 1989 gelegt. Im Dezember 1990 konnten die städtischen Bediensteten, die vorher auf viele Amtsstellen im Stadtgebiet verteilt waren, endlich wieder unter ein gemeinsames Dach ziehen.

## Bürgerhaus
Nach der Errichtung des neuen Rathauses wurde das „Alte Rathaus“ zum Bürgerhaus umgestaltet. Am 16. Februar 1990 wurde Richtfest für beide Rathäuser gleichzeitig gefeiert – aus Sparsamkeit, so die Stadtverwaltung. Die Sanierung kostete knapp fünf Millionen Euro, davon übernahmen Bund und Land 2,9 Millionen Mark. Abweichung von der Kalkulation: knapp 42.000 Euro.
Am 29. April 1990 brach ein zweites Feuer im fast fertigen Dachgeschoss des "Alten Rathauses" aus. Es verursachte einen Schaden von rund einer Million Mark, für den glücklicherweise eine Versicherung aufkam.
Das Bürgerhaus steht insbesondere Hildener Bürgerinnen und Bürgern, als auch Vereinen und Verbänden zur Verfügung. Das Bürgerhaus hat auf allen Stockwerken eine öffentliche Toilette. Es hat einen Aufzug. Im Erdgeschoss finden in der Städtischen Galerie wechselnde Ausstellungen statt. Im ersten Obergeschoss des Bürgerhauses sind die Büros des Familien- und Bildungswerks "Stellwerk". Im Zweiten Obergeschoss ist der „Alte Ratssaal, alter Sitzungssaal“ mit der Bildergalerie der ehemaligen Bürgermeister und den bemalten Glasfenstern. Im „Alten Ratssaal“ finden Kulturveranstaltungen, Ehrungen, Empfänge und Trauungen statt.
Weiterhin haben im zweiten Obergeschoss ihre Büros: die Betriebsärztin, das Schiedsamt, der Ombudsmann, der „Treff 50 +“, die Nachbarschaftshilfe aktiv e. V. – NaH,
das Demenz-Info-Center Hilden e. V.,
Im Gang des zweiten Obergeschosses hängen drei Detailzeichnungen zur Planung des „Alten Rathauses“ aus dessen Bauzeit im Jahr 1900. Auf der gegenüberliegenden Seite hängt das Ölgemälde „Freiherr vom Stein und die Stände, Allegorie auf das Gemeinwesen“ des Düsseldorfer Künstlers Paul Bücher (* 25. März 1891; † 5. September 1968) signiert und datiert von 1933. Im dritten Obergeschoss befindet sich eine Cafeteria. Im Dachgeschoss des Bürgerhauses ist der Sitzungssaal des jetzigen Stadtrates mit Zuschaueremporen untergebracht. Dort hängt auch die Tapisserie "1000 Jahre Hilden" der Hildener Künstlerin Katharina Gun Oehlert.
Der Klinker war 2012 undicht und die Fassade musste saniert werden. Dabei stellte sich heraus, dass die Sandsteinfassade nur vorgehängt ist, und die Eisenanker verrostet waren. Weil sie ersetzt werden mussten, dauerte die Sanierung fünf Monate. Die Fassade wurde abgenommen und sandgestrahlt.